# Podplat, Rogaška Slatina
Podplat este o localitate din comuna Rogaška Slatina, Slovenia, cu o populație de 107 locuitori.